# Hrotkó Károly
Hrotkó Károly (Hajdúnánás, 1952. március 3.– ) magyar kertészmérnök, egyetemi tanár, a Magyar Tudományos Akadémia doktora (2004).

## Élete
1952. március 3-án született Hajdúnánáson. Első munkahelye 1977 és 1978 között a Sasad Kertészeti Mgtsz., ahol kultúravezető kertészmérnök volt. 1978-ban került a Kertészeti és Élelmiszeripari Egyetemre, ahol két évig a Faiskolai Termesztési Tanszék tanszéki mérnöke lett, 1980-ban egyetemi tanársegédnek, 1984-ben egyetemi adjunktusnak, 1989-ben pedig egyetemi docensnek nevezték ki; munkahelye időközben átkerült a Gyümölcstermesztési Tanszékhez.
1990 és 1995 között Bálint János dékán tudományos és gazdálkodási dékánhelyettese volt az egyetem Kertészeti Karán. 1998-ban öt évre tanszékének tanszékvezető-helyettese lett, a következő évben pedig egyetemi tanári kinevezést kapott a Budapesti Corvinus Egyetem Gyümölcstermő Növények Tanszékén. 2008. augusztus 1-jével a Dísznövénytermesztési és Dendrológiai Tanszékre került, ahol 2008. október 1-től 2016. szeptember 30-ig tanszékvezető is lett. Ezzel párhuzamosan négy éven át, 2010. október 1-től 2014. november 30-ig a Corvinus Egyetem Kertészettudományi Karának dékáni címét is viselte. Faiskolai műszaki szakértőként és igazságügyi műszaki szakértőként is tevékenykedik.

## Kutatási és oktatási tevékenysége
Fő kutatási és oktatási szakterülete a faiskolai termesztés, illetve a fásszárú gyümölcsök és dísznövények szaporításbiológiája; ezen belül az oltás, az alany-nemes kölcsönhatások értékelése, az alanyhasználat és intenzív művelési rendszerek fejlesztése, alanynemesítés és a faiskolai technológia fejlesztése. Nemesítője, illetve honosítója 19 államilag minősített alanyfajtának. Tárgyfelelősként oktatott főbb tantárgyai: alanyhasználat, alanykutatás módszerei, faiskolai termesztés, fás növények szaporításbiológiája, gyümölcsfaiskola, szaporodás- és szaporításbiológia; részt vesz az angol és német nyelvű szakmai oktatásban is.

## Szervezeti tagságai
Számos hazai és nemzetközi tudományos szervezet tagja. Több cikluson át elnöke volt a Nemzetközi Kertészeti Tudományos Társaság (ISHS) Alanynemesítési és Értékelési Munkabizottságának, valamint a Magyar Kertészeti Tudományos Társaságnak. 2011-ben a földművelésügyi miniszter tanácsadó testületeként működő Agrárgazdasági Tanács tagja, 2013-ban pedig az Agrárgazdasági Igazságügyi Szakértői Testület tagja is lett.  Az Agrártudományi Habilitációs Bizottság teljes jogú külső tagja. Hét külföldi és egy hazai folyóirat (a Kertgazdaság) szerkesztőbizottsági tagja, utóbbiban a faiskolai rovat vezetője és 2011-től a folyóirat főszerkesztője.

## Művei
Mintegy 450 tudományos közleménye jelent meg nyomtatásban, tekintélyes számú szakkönyv és egyéb publikáció szerzője.

## Díjai, szakmai elismerései
- A Kertészeti és Élelmiszeripari Egyetem Kiváló Dolgozója (1989)
- A Kertészeti és Élelmiszeripari Egyetem Érdemes Dolgozója (1996)
- Széchenyi Professzori Ösztöndíj (2000-2003)
- Újhelyi Imre-díj (2008)
- Diploma of Excellence (a Román Kertészeti Társaság elismerő oklevele, 2011).
- Magyar Érdemrend lovagkeresztje (2015)
- China Friendship Award (a Kínai Népköztársaság kormányának kitüntetése, 2015)